# Epifaniusz
Epifaniusz, Epifani – imię męskie pochodzenia greckiego. Wywodzi się od słowa oznaczającego „objawienie się, ukazanie się bóstwa”, „ten, który przyszedł na świat”. Jego żeński odpowiednik to Epifania.
W Polsce imię rzadkie. W styczniu 2025 r. w rejestrze PESEL, wśród publicznie dostępnych danych dotyczących osób żyjących, wykazano 4 mężczyzn o imieniu Epifaniusz nadanym jako imię pierwsze oraz 6 mężczyzn noszących imię Epifaniusz jako imię drugie.
Epifaniusz / Epifani imieniny obchodzi: 21 stycznia, 7 kwietnia, 12 maja.

## Mężczyźni o imieniu Epifaniusz
- Epifaniusz z Salaminy (315–403) – pisarz kościelny, biskup Salaminy, święty
- Epifaniusz z Pawii (438–496) – biskup Pawii, święty
- Epifaniusz od św. Michała (1916–1936) – hiszpański pasjonista, męczennik, błogosławiony
- Sylvanus Epiphanio Olympio (1902–1963) – pierwszy prezydent Togo
- Józef Epifani Minasowicz (1718–1796) – poeta polski
- Nikifor Krynicki, właściwie Epifaniusz Drowniak (1895–1968) – polski malarz prymitywista pochodzenia łemkowskiego
- Epifaniusz, imię świeckie Serhij Petrowycz Dumenko – metropolita kijowski i zwierzchnik autokefalicznego Kościoła Prawosławnego Ukrainy.

- Epifaniusz (Michail Artemis, ur. 1934) – duchowny Greckiego Kościoła Prawosławnego
- Epifaniusz (1954-2018) – duchowny Koptyjskiego Kościoła Ortodoksyjnego
- Epifaniusz (Georgios Dimitriu, ur. 1963) – grecki biskup prawosławny
- Epifaniusz (Macheriotis, ur. 1971) – cypryjski biskup prawosławny
- Epifaniusz (Gavril Norocel, 1932-2013) – rumuński biskup prawosławny
- Epifaniusz (zm. 535) – patriarcha Konstantynopola

Zobacz też
- inne artykuły i przekierowania do artykułów zaczynające się od imienia Epifaniusz